# Гиностемма
Гиносте́мма (лат. Gynostemma) — род травянистых растений семейства Тыквенные (Cucurbitaceae), распространённых в тропических районах Юго-Восточной Азии, от Гималаев до Японии, Малайзии и Новой Гвинеи, полтора десятка видов встречаются в Китае, девять из которых считаются эндемиками.

## Ботаническое описание
Многолетние лазающие травянистые растения, голые или опушенные. Листья очередные, лапчатые, с 3—9 долями, иногда простые с листовыми пластинками яйцевидно-ланцетной формы. Растения двудомные, реже однодомные. Цветки однополые, собраны в кисти или метелки, пазушные или терминальные.
Плоды шаровидной формы.

## Виды
Род включает около 20 видов:
- Gynostemma aggregatum C.Y.Wu & S.K.Chen
- Gynostemma burmanicum King ex Chakrav.
- Gynostemma cardiospermum Cogn. ex Oliv.
- Gynostemma caulopterum S.Z.He
- Gynostemma compressum X.X.Chen & D.R.Liang
- Gynostemma guangxiense X.X.Chen & D.H.Qin
- Gynostemma intermedium W.J.de Wilde & Duyfjes
- Gynostemma laxiflorum C.Y.Wu & S.K.Chen
- Gynostemma laxum (Wall.) Cogn.
- Gynostemma longipes C.Y.Wu
- Gynostemma microspermum C.Y.Wu & S.K.Chen
- Gynostemma pallidinerve Z.Zhang
- Gynostemma papuanum W.J.de Wilde & Duyfjes
- Gynostemma pentagynum Z.P.Wang
- Gynostemma pentaphyllum (Thunb.) Makino — Гиностемма пятилистная
- Gynostemma pubescens (Gagnep.) C.Y.Wu
- Gynostemma simplicifolium Blume
- Gynostemma yixingense (Z.P.Wang & Q.Z.Xie) C.Y.Wu & S.K.Chen
- Gynostemma zhejiangense X.J.Xue